# Sambenedettese Calcio 1991-1992
Questa pagina raccoglie le informazioni riguardanti la Sambenedettese Calcio nelle competizioni ufficiali della stagione 1991-1992.

## Rosa
| N. |                   | Ruolo | Calciatore                |
| -- | ----------------- | ----- | ------------------------- |
|    | Italia (bandiera) | C     | Matteo Calvà              |
|    | Italia (bandiera) | C     | Giuliano Camporese        |
|    | Italia (bandiera) | D     | Giovan Battista Casimirri |
|    | Italia (bandiera) | D     | Mirko Cudini              |
|    | Italia (bandiera) | A     | Giuseppe De Martino       |
|    | Italia (bandiera) | D     | Gian Paolo De Matteis     |
|    | Italia (bandiera) | A     | Dario Di Giannatale       |
|    | Italia (bandiera) | D     | Antonio Grani             |
|    | Italia (bandiera) | D     | Gennaro Grillo            |
|    | Italia (bandiera) | C     | Giuseppe Manari           |
|    | Italia (bandiera) | P     | Marco Antonini            |
|    | Italia (bandiera) | C     | Alessandro Zocchi         |
|    | Italia (bandiera) | C     | Emiliano Vagnoni          |

| N. |                   | Ruolo | Calciatore         |
| -- | ----------------- | ----- | ------------------ |
|    | Italia (bandiera) | C     | Pasquale Minuti    |
|    | Italia (bandiera) | D     | Francesco Nocera   |
|    | Italia (bandiera) | C     | Ottavio Palladini  |
|    | Italia (bandiera) | D     | Gianfranco Parlato |
|    | Italia (bandiera) | C     | Attilio Piccioni   |
|    | Italia (bandiera) | P     | Fabrizio Pisano    |
|    | Italia (bandiera) | D     | Giorgio Ripani     |
|    | Italia (bandiera) | D     | Quirino Bovari     |
|    | Italia (bandiera) | C     | Fabio Saggiomo     |
|    | Italia (bandiera) | C     | Moreno Solfrini    |
|    | Italia (bandiera) | P     | Stefano Visi       |
|    | Italia (bandiera) | C     | Massimo Alighieri  |
|    | Italia (bandiera) | A     | Matteo Capecci     |

## Risultati

### Campionato

#### Girone di andata
| 15 settembre 1991 1ª giornata | Sambenedettese | 1 – 0 | Casarano |  |

| 22 settembre 1991 2ª giornata | Catania | 0 – 0 | Sambenedettese |  |

| 29 settembre 1991 3ª giornata | Sambenedettese | 1 – 1 | Salernitana |  |

| 6 ottobre 1991 4ª giornata | Chieti | 0 – 0 | Sambenedettese |  |

| 13 ottobre 1991 5ª giornata | Siracusa | 0 – 0 | Sambenedettese |  |

| 20 ottobre 1991 6ª giornata | Sambenedettese | 1 – 0 | Licata |  |

| 27 ottobre 1991 7ª giornata | Ischia Isolaverde | 2 – 1 | Sambenedettese |  |

| 10 novembre 1991 8ª giornata | Sambenedettese | 1 – 1 | Ternana |  |

| 17 novembre 1991 9ª giornata | Sambenedettese | 1 – 0 | Monopoli |  |

| 24 novembre 1991 10ª giornata | Fano | 0 – 0 | Sambenedettese |  |

| 1º dicembre 1991 11ª giornata | Sambenedettese | 0 – 0 | Perugia |  |

| 8 dicembre 1991 12ª giornata | Reggina | 0 – 0 | Sambenedettese |  |

| 15 dicembre 1991 13ª giornata | Sambenedettese | 0 – 2 | Fidelis Andria |  |

| 22 dicembre 1991 14ª giornata | Acireale | 2 – 1 | Sambenedettese |  |

| Arbitro: | Calvi (Milano) |

|                           |           |  |
| Ottavio Palladini 2’, 79’ | Marcatori |  |

| 12 gennaio 1992 16ª giornata | Barletta | 1 – 1 | Sambenedettese |  |

| 19 gennaio 1992 17ª giornata | Sambenedettese | 3 – 2 | Giarre |  |

#### Girone di ritorno
| 26 gennaio 1992 18ª giornata | Casarano | 2 – 1 | Sambenedettese |  |

| 9 febbraio 1992 19ª giornata | Sambenedettese | 1 – 0 | Catania |  |

| 16 febbraio 1992 20ª giornata | Salernitana | 1 – 0 | Sambenedettese |  |

| 23 febbraio 1992 21ª giornata | Sambenedettese | 1 – 1 | Chieti |  |

| 1º marzo 1992 22ª giornata | Sambenedettese | 3 – 1 | Siracusa |  |

| 8 marzo 1992 23ª giornata | Licata | 1 – 0 | Sambenedettese |  |

| 15 marzo 1992 24ª giornata | Sambenedettese | 1 – 1 | Ischia Isolaverde |  |

| 23 marzo 1992 25ª giornata | Ternana | 1 – 0 | Sambenedettese |  |

| 5 aprile 1992 26ª giornata | Monopoli | 1 – 0 | Sambenedettese |  |

| 12 aprile 1992 27ª giornata | Sambenedettese | 2 – 1 | Fano |  |

| 18 aprile 1992 28ª giornata | Perugia | 0 – 0 | Sambenedettese |  |

| 26 aprile 1992 29ª giornata | Sambenedettese | 0 – 0 | Reggina |  |

| 3 maggio 1992 30ª giornata | Fidelis Andria | 4 – 2 | Sambenedettese |  |

| 10 maggio 1992 31ª giornata | Sambenedettese | 1 – 1 | Acireale |  |

| Nola 17 maggio 1992 32ª giornata | Nola            | 0 – 0 | Sambenedettese | Stadio Comunale Piazza d'Armi (2000 spett.)\| Arbitro: \| Messina (Monza) \| |
| Arbitro:                         | Messina (Monza) |       |                |                                                                              |

| 24 maggio 1992 33ª giornata | Sambenedettese | 2 – 1 | Barletta |  |

| 31 maggio 1992 34ª giornata | Giarre | 2 – 0 | Sambenedettese |  |